# Pavel Kadotchnikov
Pavel Petrovitch Kadotchnikov (en russe : Па́вел Петро́вич Ка́дочников), né le 29 juillet 1915 à Saint-Pétersbourg et mort le 2 mai 1988 à Léningrad, est un acteur soviétique, distingué Artiste du peuple de l'URSS en 1979.

## Biographie
Pavel Kadotchnikov naît le 29 juillet 1915 à Petrograd, dans une famille ouvrière.
Pendant la guerre civile russe, le père et toute sa famille (sa femme et ses deux enfants) se refugient dans son village natal, Bikbarda dans l'Oural (aujourd'hui district de Kouedinsky, région de Perm) où Pavel passe son enfance (certaines sources indiquent Bikbarda comme son lieu de naissance).
Sa carrière au cinéma commence en 1935, avec un petit rôle dans le film de guerre Soverchennoletnie réalisé par Boris Schreiber aux studios Belarusfilm. En 1940, Sergueï Ioutkevitch lui offre le rôle de Maxime Gorki dans son film historique Sverdlov qui lancera sa carrière.
Au début de la Grande Guerre patriotique, en 1941, il tente de s'engager dans l'armée comme volontaire, mais la direction des studios Lenfilm s'y oppose compte tenu de sa participation au film de propagande La Défense de Tsaritsyne (1942).
Il joue ensuite dans Ivan le Terrible de Sergueï Eisenstein (1945).
Il obtient la consécration nationale et son premier prix Staline pour le rôle du major Fedotov dans le film L'Exploit d'un éclaireur de Boris Barnet en 1947.
En 1948, sa popularité s'accroit encore après la sortie du film Histoire d'un homme véritable d'Alexandre Stolper inspiré du roman de Boris Polevoï, où il joue un pilote de chasse soviétique ayant perdu ses jambes qui après une rééducation retourne au combat faisant preuve de courage et de volonté exemplaires.
Il signe plusieurs films en tant que réalisateur, notamment Snegourotchka (1968) adapté de la pièce d'Alexandre Ostrovski et Les Cordes d'argent (1987) consacré au musicien virtuose de la balalaïka russe , Vassili Andreïev.
Mort d'une insuffisance cardiaque le 2 mai 1988 dans un hôpital de Léningrad, Pavel Kadotchnikov est enterré au cimetière Serafimovski.

## Vie privée
Pavel Kadotchnikov est le père de Konstantin (1932-1984) et Piotr Kadotchnikov (1944-1981), tous deux acteurs. Piotr Kadotchnikov meurt accidentellement (tombé d'un arbre) en 1981, près de la ville de Visaginas à l'âge de 37 ans. Konstantin, acteur de théâtre de Vera Komissarjevskaïa de Léningrad, meurt en 1984 d'un infarctus à l'âge de 52 ans.

## Distinctions
- Artiste du peuple de l'URSS : 1979
- prix Staline de 2e classe : 1948, pour le rôle de major Fedotov dans le film L'Exploit d'un éclaireur
- prix Staline de 2e classe : 1949, pour le rôle de Meressiev dans le film Histoire d'un homme véritable
- prix Staline de 1er classe : 1951, pour le rôle de Kovchov dans le film Loin de Moscou
- Héros du travail socialiste : 1985
- ordre de Lénine : 1985
- ordre du Drapeau rouge du Travail : 1967
- Ordre de l'Amitié des peuples : 1975

## Filmographie partielle
- 1940 : Sverdlov (Яков Свердлов) de Sergueï Ioutkevitch : Maxime Gorki
- 1940 : La Débacle de Youdenitch (Разгром Юденича) de Pavel Petrov-Bytov
- 1942 : La Défense de Tsaritsyne (Оборона Царицына) des frères Vassiliev : Nikolaï Roudnev
- 1945 : Salut Moscou ! (Здравствуй, Москва) de Sergueï Ioutkevitch : ouvrier du dépôt de locomotives
- 1945 : Ivan le Terrible (Иван Грозный) de Sergueï Eisenstein : Vladimir Staritski
- 1947 : L'Exploit d'un éclaireur (Подвиг разведчика) de Boris Barnet
- 1948 : Histoire d'un homme véritable (Повесть о настоящем человеке) d'Alexandre Stolper : Alexeï Maressiev
- 1950 : Loin de Moscou (Далеко от Москвы, Daleko ot Moskvy) d'Alexandre Stolper : Alexei Kovchov
- 1950 : Le Complot des condamnés (Заговор обречённых, Zagovor Obretchionnikh) de Mikhaïl Kalatozov : Max Venta
- 1954 : Dompteuse de tigres (Укротительница тигров, Ukrotitelnitsa tigrov) de Nadejda Kocheverova et Aleksandr Ivanovski : Ermolaïev
- 1954 : Une grande famille (Большая семья) de Iossif Kheifitz : Evseï Skobelev
- 1955 : Le Poème pédagogique (Педагогическая поэма) d'Alexandre Maslioukov : Maxime Gorki[4]
- 1965 : Musiciens du même régiment (en russe : Музыканты одного полка) co-réalisé avec Guennadi Kazanski
- 1968 : Snegourotchka (Снегурочка)
- 1977 : Partition inachevée pour piano mécanique (Неоконченная пьеса для механического пианино) de Nikita Mikhalkov : Ivan Triletsky
- 1978 : Sibériade (Сибириада) d'Andreï Kontchalovski : l'éternel vieillard
- 1980 : Quelques jours de la vie d'Oblomov (Несколько дней из жизни Обломова) de Nikita Mikhalkov : Pavel Petrovitch
- 1980 : Récit d'un inconnu (Рассказ неизвестного человека) de Vytautas Žalakevičius : Orlov
- 1981 : Lénine à Paris (Ленин в Париже) de Sergueï Ioutkevitch
- 1981 : Sylva (Сильва) de Ian Frid : Ferdinand
- 1981 : L'Argent fou (Бешеные деньги) d'Evgueni Matveïev : le prince Koutchoumov
- 1983 : Les Trésors d'Agra (Сокровища Агры) d'Igor Maslennikov : le major Cholto
- 1983 : Ya tebia nikogda ne zaboudou (Я тебя никогда не забуду) de lui-même : ?
- 1987 : Les Yeux noirs (Очи чёрные) de Nikita Mikhalkov : fonctionnaire